# Reichsverkehrsdirektion Riga
Reichsverkehrsdirektion Riga var ett tyskt järnvägsdistrikt som drev järnvägstrafik i delar av det ockuperade Sovjetunionen under andra världskriget. Det sattes upp den 6 september 1941 under namnet Haupteisenbahndirektion Nord som en av fyra Haupteisenbahndirektionen för att ta över driften av de konverterade järnvägslinjerna i de bakre områdena. Det bytte namn till Reichsverkehrsdirektion Riga den 15 januari 1942 och upplöstes den 22 januari 1945. Direktionen hade sin huvudort i Riga fram till juli 1944 då man flyttade till Bromberg, den 22 januari 1945 flyttade man vidare till Reppen. Trots att man bedrev järnvägstrafik i Rikskommissariatet Ostland hade Rikskommissariatet ingen formell kontroll utan Reichsverkehrsdirektionen löd under Generaldirektion Osten med säte i Warszawa som kontrollerade all järnvägstrafik i öster.

## Organisation
Direktionen hade större avdelningar i följande orter:
Driftsavdelningar
- Dünaburg
- Reval
- Riga
- Schaulen
- Wilna

Maskinavdelningar med lokverkstäder
- Reval
- Riga
- Wilna

Byggnadsavdelningar
- Dorpat
- Dünaburg
- Kowno
- Riga
- Rositten